# Caterina di Württemberg
Caterina Sofia Dorotea di Württemberg (San Pietroburgo, 21 febbraio 1783 – Losanna, 29 novembre 1835) fu regina consorte di Vestfalia, in quanto seconda moglie di Girolamo Bonaparte, fratello di Napoleone.

## Biografia

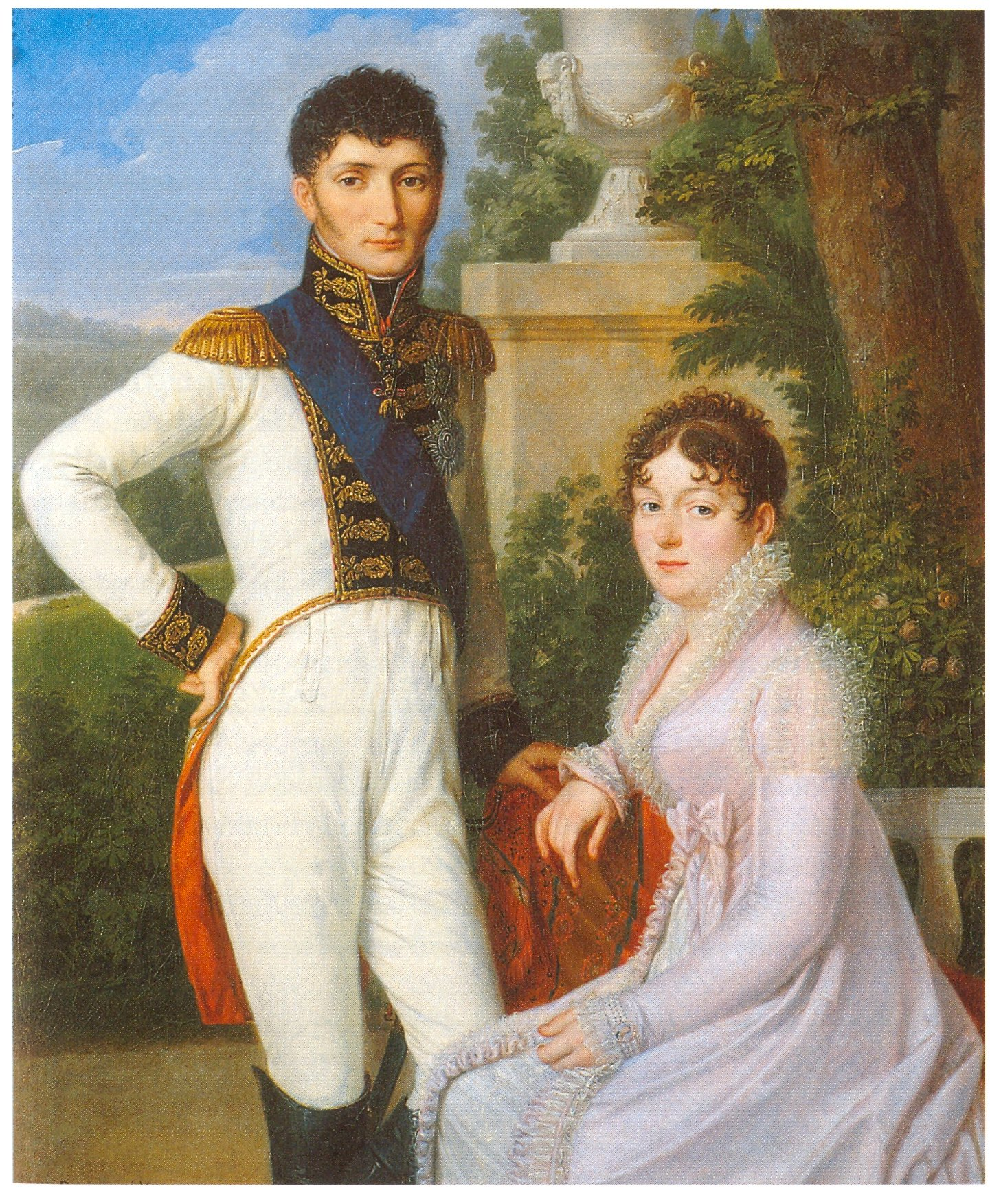
Caterina con il marito Girolamo, re di Vestfalia

Caterina nacque a San Pietroburgo da Federico I di Württemberg e da Augusta di Brunswick-Wolfenbüttel (1764 – 1788). Quando aveva 5 anni, sua madre morì e suo padre si risposò con la cugina di primo grado di sua madre, Carlotta, Principessa Reale, figlia maggiore di re Giorgio III del Regno Unito.
Nel 1807 sposò Girolamo Bonaparte, fratello minore di Napoleone, nominato da poco da quest'ultimo re di Vestfalia. Lo scopo di questo matrimonio era quello di stringere legami mediante matrimonio con i sovrani degli stati della Germania meridionale, creando così una serie di stati cuscinetto tra Francia ed Austria, con il vantaggio di portare inoltre la famiglia Bonaparte, borghese per nascita, al rango di famiglia reale in Europa.
Proprio per questa peculiarità, si può dire che il matrimonio non fu infelice, ma certo Caterina dovette sopportare le scappatelle ed i numerosi adulteri del marito, che i suoi stessi sudditi soprannominarono "König Lustig" (Re Felice).
Fu sempre molto vicina all'imperatrice Maria Luisa e per questo trascorse molto tempo alla corte francese di Parigi, in particolare da quando suo marito Girolamo perse il regno di Vestfalia nel 1813, seguendolo in esilio. Dal 1816 assunse il titolo di principessa di Montfort.
Caterina morì a Losanna, in Svizzera, nel 1835.
Sua figlia Matilde Bonaparte fu importante mecenate di artisti e letterati. Suo figlio Napoleone Giuseppe Carlo Paolo Bonaparte fu il principale consigliere di suo cugino Napoleone III.

## Matrimonio e figli
Il 22 agosto 1807 sposò a Fontainebleau Girolamo Bonaparte, divenendo perciò regina consorte del regno di Vestfalia. Da questa unione nacquero i seguenti figli:
- Girolamo Napoleone Carlo Federico (1814 – 1847);
- Matilde (1820 – 1904), detta "la principessa Matilde", andata sposa nel 1840 al principe di San Donato, Anatolio Demidoff (1813 – 1870); i due si separarono dopo sette anni;
- Napoleone Girolamo Giuseppe Carlo (1822 – 1891), detto Plon Plon; sposò nel 1859 Maria Clotilde di Savoia, contessa di Moncalieri e figlia primogenita di Vittorio Emanuele II di Savoia re d'Italia.

## Ascendenza
|                                                      |                                   |                                             | Genitori                                 |  |  | Nonni |  |  | Bisnonni                          |  |  | Trisnonni                               |  |
|                                                      |                                   |                                             |                                          |  |  |       |  |  | Carlo I Alessandro di Württemberg |  |  | Federico Carlo di Württemberg-Winnental |  |
|                                                      |                                   |                                             |                                          |  |  |       |  |  | Carlo I Alessandro di Württemberg |  |  | Federico Carlo di Württemberg-Winnental |  |
|                                                      |                                   | Eleonora Giuliana di Brandeburgo-Ansbach    |                                          |  |  |       |  |  | Carlo I Alessandro di Württemberg |  |  |                                         |  |
| Federico II Eugenio di Württemberg                   |                                   |                                             |                                          |  |  |       |  |  | Carlo I Alessandro di Württemberg |  |  |                                         |  |
|                                                      |                                   | Maria Augusta di Thurn und Taxis            | Anselmo Francesco di Thurn und Taxis     |  |  |       |  |  |                                   |  |  |                                         |  |
|                                                      |                                   | Maria Augusta di Thurn und Taxis            | Anselmo Francesco di Thurn und Taxis     |  |  |       |  |  |                                   |  |  |                                         |  |
|                                                      |                                   | Maria Augusta di Thurn und Taxis            | Maria Ludovica Anna di Lobkowicz         |  |  |       |  |  |                                   |  |  |                                         |  |
| Federico I di Württemberg                            |                                   | Maria Augusta di Thurn und Taxis            |                                          |  |  |       |  |  |                                   |  |  |                                         |  |
|                                                      |                                   | Federico Guglielmo di Brandeburgo-Schwedt   | Filippo Guglielmo di Brandeburgo-Schwedt |  |  |       |  |  |                                   |  |  |                                         |  |
|                                                      |                                   | Federico Guglielmo di Brandeburgo-Schwedt   | Filippo Guglielmo di Brandeburgo-Schwedt |  |  |       |  |  |                                   |  |  |                                         |  |
|                                                      |                                   | Federico Guglielmo di Brandeburgo-Schwedt   | Giovanna Carlotta di Anhalt-Dessau       |  |  |       |  |  |                                   |  |  |                                         |  |
| Federica Dorotea di Brandeburgo-Schwedt              |                                   | Federico Guglielmo di Brandeburgo-Schwedt   |                                          |  |  |       |  |  |                                   |  |  |                                         |  |
|                                                      |                                   | Sofia Dorotea di Prussia                    | Federico Guglielmo I di Prussia          |  |  |       |  |  |                                   |  |  |                                         |  |
|                                                      |                                   | Sofia Dorotea di Prussia                    | Federico Guglielmo I di Prussia          |  |  |       |  |  |                                   |  |  |                                         |  |
|                                                      |                                   | Sofia Dorotea di Prussia                    | Sofia Dorotea di Hannover                |  |  |       |  |  |                                   |  |  |                                         |  |
| Caterina di Württemberg                              |                                   | Sofia Dorotea di Prussia                    |                                          |  |  |       |  |  |                                   |  |  |                                         |  |
|                                                      | Carlo I di Brunswick-Wolfenbüttel | Ferdinando Alberto II di Brunswick-Lüneburg |                                          |  |  |       |  |  |                                   |  |  |                                         |  |
|                                                      | Carlo I di Brunswick-Wolfenbüttel | Ferdinando Alberto II di Brunswick-Lüneburg |                                          |  |  |       |  |  |                                   |  |  |                                         |  |
|                                                      | Carlo I di Brunswick-Wolfenbüttel | Antonietta Amalia di Brunswick-Wolfenbüttel |                                          |  |  |       |  |  |                                   |  |  |                                         |  |
| Carlo Guglielmo Ferdinando di Brunswick-Wolfenbüttel | Carlo I di Brunswick-Wolfenbüttel |                                             |                                          |  |  |       |  |  |                                   |  |  |                                         |  |
|                                                      |                                   | Filippina Carlotta di Prussia               | Federico Guglielmo I di Prussia          |  |  |       |  |  |                                   |  |  |                                         |  |
|                                                      |                                   | Filippina Carlotta di Prussia               | Federico Guglielmo I di Prussia          |  |  |       |  |  |                                   |  |  |                                         |  |
|                                                      |                                   | Filippina Carlotta di Prussia               | Sofia Dorotea di Hannover                |  |  |       |  |  |                                   |  |  |                                         |  |
| Augusta di Brunswick-Wolfenbüttel                    |                                   | Filippina Carlotta di Prussia               |                                          |  |  |       |  |  |                                   |  |  |                                         |  |
|                                                      |                                   | Federico, principe del Galles               | Giorgio II del Regno Unito               |  |  |       |  |  |                                   |  |  |                                         |  |
|                                                      |                                   | Federico, principe del Galles               | Giorgio II del Regno Unito               |  |  |       |  |  |                                   |  |  |                                         |  |
|                                                      |                                   | Federico, principe del Galles               | Carolina di Brandeburgo-Ansbach          |  |  |       |  |  |                                   |  |  |                                         |  |
| Augusta di Hannover                                  |                                   | Federico, principe del Galles               |                                          |  |  |       |  |  |                                   |  |  |                                         |  |
|                                                      |                                   | Augusta di Sassonia-Gotha-Altenburg         | Federico II di Sassonia-Gotha-Altenburg  |  |  |       |  |  |                                   |  |  |                                         |  |
|                                                      |                                   | Augusta di Sassonia-Gotha-Altenburg         | Federico II di Sassonia-Gotha-Altenburg  |  |  |       |  |  |                                   |  |  |                                         |  |
|                                                      |                                   | Augusta di Sassonia-Gotha-Altenburg         | Maddalena Augusta di Anhalt-Zerbst       |  |  |       |  |  |                                   |  |  |                                         |  |
|                                                      |                                   | Augusta di Sassonia-Gotha-Altenburg         |                                          |  |  |       |  |  |                                   |  |  |                                         |  |